# 里贝鲁贡萨尔维斯
里贝鲁贡萨尔维斯（葡萄牙語：Ribeiro Gonçalves）是巴西皮奥伊州的一个市镇。总面积3979.036平方公里，总人口6339人，人口密度1.6人/平方公里。